# خدرنق ضعيف
خدرنق ضعيف (الاسم العلمي: Cheiracanthium debile) هو نوع من العنكبوتيات يتبع جنس الخدرنق من الفصيلة العناكب الكيسية.